# Dirk Pilz

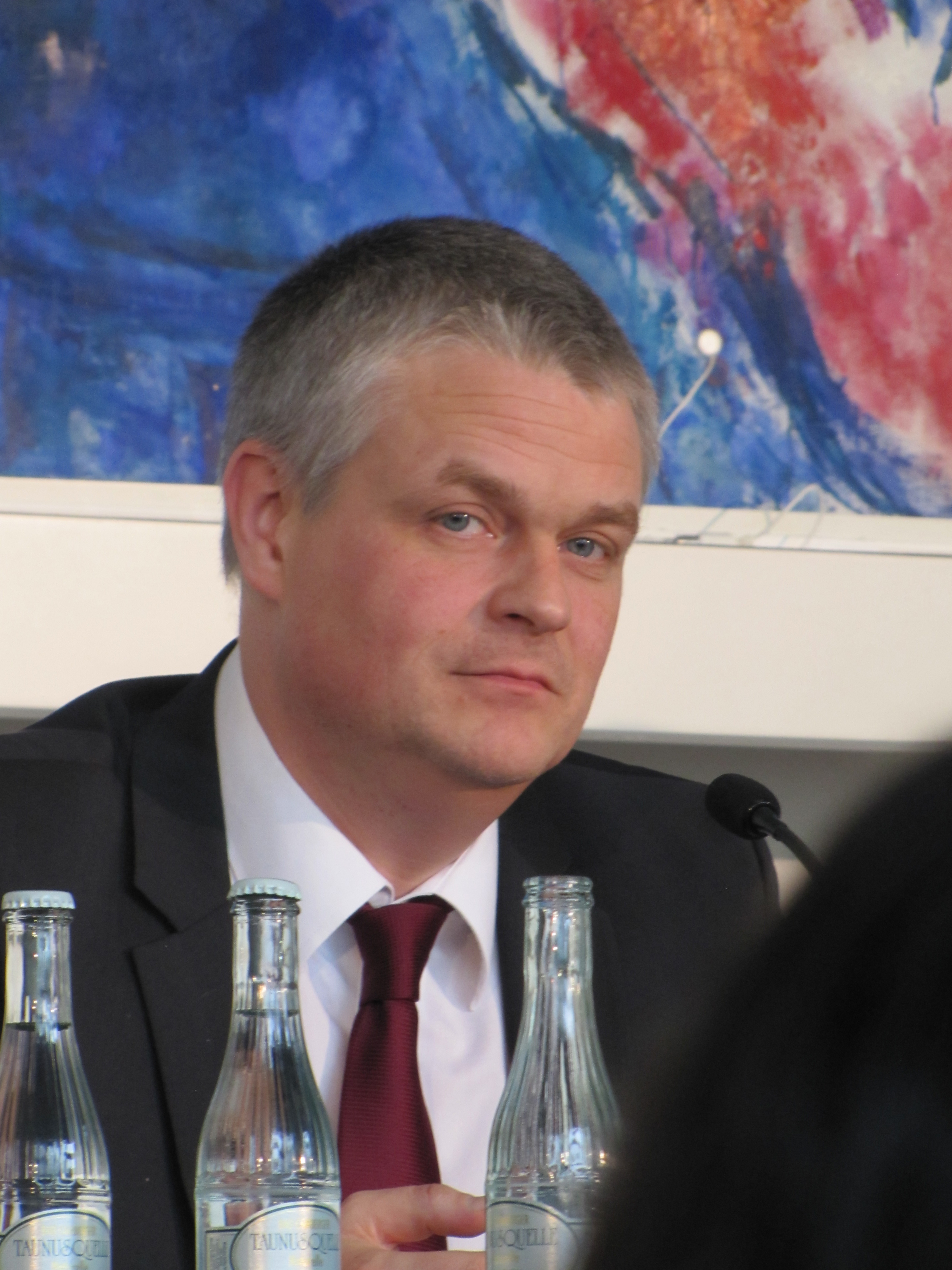
Dirk Pilz (Oktober 2017)

Dirk Pilz (* 1972 in Rodewisch; † 2. November 2018 in Berlin) war ein deutscher Theaterkritiker, Literaturwissenschaftler und Journalismuslehrer.

## Werdegang
Pilz studierte von 1993 bis 2000 Germanistik/Literaturwissenschaft, Philosophie und Psychologie in Potsdam, Berlin und Kopenhagen und wurde 2005 in Potsdam mit einer durch Helmut John und Helmut Peitsch betreuten Arbeit zur Ästhetiktheorie zum Dr. phil. promoviert.
Danach war er u. a. als Theater- und Sachbuchkritiker für die Neue Zürcher Zeitung und die Berliner Zeitung tätig. Von 2003 bis 2007 war er Redakteur der Monatszeitschrift Theater der Zeit. 2007 war er Mitbegründer und seitdem Redakteur und Gesellschafter des Internetportals für Theaterkritik und Theaterberichterstattung Nachtkritik.de. 2011 bis 2013 war er Feuilletonredakteur der DuMont-Redaktionsgemeinschaft der Berliner Zeitung und der Frankfurter Rundschau. Seitdem war er Autor der Berliner Zeitung und der Frankfurter Rundschau; er beschäftigte sich journalistisch und wissenschaftlich vor allem mit dem deutschsprachigen Sprechtheater sowie mit Religion und Geistesgeschichte. Im Auftrag der Kulturstiftung des Bundes kuratierte er 2014 die mehrtägige internationale Konferenz Ihr aber glaubet. Über Religion und Wachstumsdenken in Köln.
Seit 2016 war er Mitglied des Stiftungsrats des interreligiösen Projektes House of One am Petriplatz in Berlin-Mitte. Er lehrte an den Universitäten in Leipzig und Berlin (FU) und an der Akademie für darstellende Kunst Baden-Württemberg in Ludwigsburg. Seit 2015 war er Gastprofessor am Berlin Career College der Universität der Künste Berlin, an dem er den Masterstudiengang Kulturjournalismus akademisch leitete.
Pilz war 2012 Preisträger des Marie-Zimmermann-Preises für Theaterkritik (verbunden mit einem Stipendiatenaufenthalt an der Akademie Schloss Solitude in Stuttgart). 
Dirk Pilz starb im November 2018 im Alter von 46 Jahren an den Folgen einer Krebserkrankung in Berlin. Er hinterließ seine Frau und zwei Kinder.

## Schriften (Auswahl)
- Krisengeschöpfe. Zur Theorie und Methodologie der objektiven Hermeneutik. Deutscher Universitätsverlag, Wiesbaden 2007, ISBN 3-8350-6066-X.
- Wir sind zwar gerettet, doch auf Hoffnung. Eine Annäherung an den biblischen Begriff des Schmerzes. In: Eugen Blume u. a. (Hrsg.): Schmerz. Kunst und Wissenschaft. DuMont, Köln 2007, ISBN 978-3-8321-7766-9.
- Diesseits der Erregung. Über die ästhetischen Prämissen für ein heute noch mögliches politisches Theater. In: Stephan Porombka, Wolfgang Schneider, Volker Wortmann: Politische Künste Jahrbuch (= Kulturwissenschaften und ästhetische Praxis 2007). Francke, Tübingen 2007, ISBN 978-3-86754-307-1.
- Wo bleibt der Bürgerkrieg? Mehr als eine Professorenschlacht. In: Jan Rehmann, Thomas Wagner (Hrsg.): Angriff der Leistungsträger? Das Buch zur Sloterdijk-Debatte. Argument, Hamburg 2010
- Igel, Füchse und die Wahrheit. Glaube unter den Bedingungen der Moderne. In: Kathrin Oxen, Dietrich Sagert (Hrsg.): Übergänge. Predigt zwischen Kultur und Glauben (= Kirche im Aufbruch, 9). Evangelische Verlagsanstalt, Leipzig 2013, ISBN 978-3-374-03329-4.
- Beichten. Der Einbruch des Schweigens. In: Christian Lehnert (Hrsg.): „Denn wir wissen nicht, was wir beten sollen …“. Über die Kunst des öffentlichen Gebets (= Impulse für Liturgie und Gottesdienst 1). Evangelische Verlagsanstalt, Leipzig 2014, ISBN 978-3-374-03756-8.
- Sei mir gnädig. In: Stiftung Luthergedenkstätten in Sachsen-Anhalt (Hrsg.): Luther! 95 Schätze – 95 Menschen. Begleitbuch zur Nationalen Sonderausstellung. Hirmer, München 2017, ISBN 978-3-7774-2803-1.